# Smedager (Aabenraa Kommune)
Smedager er en landsby cirka midt mellem Bolderslev og Bylderup-Bov i Aabenraa Kommune.
Siden 2014 har et storkepar haft rede i Smedager. Først var det parret “Tommy og Annika”, og efter Tommys død i 2020, flyttede parret “Bonnie og Clyde” ind i reden. Connie flyttede ind i 2021 og Thorkild flyttede ind i 2023 og så har fået 4 i 2023 men 2 døde kort efter og de 2 andre kom til at hedde Holger og Clara. I 2024 har Connie og Thorkild flyttede ind igen og danne par og har fået 5 unger men 1 har fået englevinger og blev fjernet fra reden den 8. juni og de 4 unger i reden blev ringmærket den 15. juni. Den 29. juni fik en unge en gps sender og der er 3 hanner og en hun. Storkeungerene fik navnet Yvonne, Benny, Kjeld og Egon som man stemte på sms til TV SYD 